# Obieg azotu w przyrodzie

Obieg azotu w przyrodzie

Cykl azotowy, cykl nitryfikacyjny, obieg azotu w przyrodzie – cykl biogeochemiczny, który opisuje cyrkulację azotu i jego związków chemicznych w biosferze.
Ziemska atmosfera składa się w 78% z azotu i stanowi zarówno pierwotne źródło tego pierwiastka dla biosfery, jak i jest miejscem, do którego jest on uwalniany. Azot oznaczany jest jako  N. Jego organiczne i nieorganiczne związki chemiczne, uczestniczą we wszystkich ważniejszych procesach biochemicznych. Występuje on w aminokwasach tworzących białka, w zasadach azotowych nukleotydów wchodzących w skład DNA i RNA. W roślinach znaczna część azotu jest wbudowana w chlorofil biorący udział w procesie fotosyntezy.
Pierwszym i kluczowym etapem przyswajania azotu z atmosfery jest przekształcanie gazowej jego formy w związki chemiczne, które mogą być dalej przetwarzane przez organizmy żywe. Pewien niewielki procent azotu trafia do organizmów żywych w formie jonów azotanowych (NO−
3) generowanych na skutek rozmaitych procesów geologicznych i atmosferycznych. Większość azotu z atmosfery trafia do biosfery poprzez bakterie azotowe. Należy do nich m.in. rodzaj Rhizobium. Bakterie te posiadają enzym nitrogenazę, katalizujący reakcję gazowego azotu z wodorem pochodzącym z reakcji biochemicznych, w wyniku czego powstaje amoniak, a także aminokwas glutamina. Tego rodzaju bakterie żyją samodzielnie lub w symbiozie z roślinami. Szczególnie dużo występuje ich w brodawkach korzeniowych roślin motylkowych, gdzie oddają one amoniak lub glutaminę w zamian za dokarmianie węglowodanami. Amoniak (NH
3) trafiający bezpośrednio do gleby może być też utleniany przez bakterie nitryfikacyjne do azotynów i azotanów. Nieorganiczne związki azotu włączane są do związków organicznych potrzebnych do dalszego funkcjonowania organizmów żywych.
Większość roślin pobiera azot poprzez systemy korzeniowe w formie anionów azotynowych (NO−
2) i azotanowych (NO−
3) lub kationów amonowych (NH+
4). Glebę, która zawiera odpowiednio wysokie stężenie tych związków określa się jako bogatą w azot. Przy zbyt małym stężeniu związków azotowych, ziemię trzeba albo nawozić, albo okresowo uprawiać na niej rośliny żyjące w symbiozie z bakteriami nitryfikacyjnymi i azotowymi.
Cały azot występujący w związkach chemicznych, z których są zbudowane zwierzęta pochodzi od roślin. Zwierzęta nie potrafią przekształcać azotu z atmosfery w związki potrzebne im do życia, generują natomiast amoniak, który jest uwalniany do otoczenia i zużywany przez bakterie nitryfikacyjne lub przekształcany w gazowy azot w procesie anammox.

## Procesy wchodzące w skład cyklu

### Wchłanianie azotu z atmosfery
Gazowy azot z atmosfery przenika do biosfery na trzy sposoby:
- Pierwotne wchłanianie azotu przez bakterie azotowe. Proces ten można skrótowo opisać następującym równaniem:

N2 + 8H+ + 8e− + 16ATP → 2NH3 + H2 + 16ADP + 16Pi
Powstający amoniak jest dalej błyskawicznie przekształcany w jony amonowe (NH+4), które są stosowane bezpośrednio do syntezy kwasu glutaminowego, który jest dalej przekształcany w glutaminę. Wchłanianie to odbywa się częściowo przez wolno żyjące bakterie oraz częściowo przez bakterie brodawkowe żyjące w symbiozie z roślinami motylkowymi.
- Dostarczanie azotu w formie nawozów azotowych. Nawozy te produkuje się z amoniaku, który otrzymuje się w procesie Habera-Boscha:

N2 + 3H2 → 2NH3
który realizuje w skali przemysłowej proces sumarycznie identyczny z tym prowadzonym przez bakterie azotowe.
- Wchłanianie azotynów, które powstają w wyniku naturalnych procesów atmosferycznych i geologicznych. Ilość wchłanianego tą drogą azotu jest jednak minimalna i nie liczy się w ogólnym bilansie tego pierwiastka.

### Wchłanianie azotanów z gleby i wody
Rośliny, które nie żyją w symbiozie z bakteriami azotowymi wchłaniają azot w postaci jonów azotanowych i amonowych. Jony te są obecne w wodzie i glebie na skutek procesów gnilnych, a także działania wolnożyjących bakterii azotowych. Rośliny te wchłaniają jony przez swoje systemy korzeniowe i następnie przekształcają je w aminokwasy, z których są budowane białka.

### Wtórne generowanie amoniaku
Amoniak jest wtórnie generowany w trakcie procesów gnilnych, które są realizowane przez wyspecjalizowane bakterie i grzyby. Jest też generowany przez zwierzęta w wyniku rozkładu mocznika, jednego z podstawowych produktów ich metabolizmu. Powstający amoniak, a właściwie jony amonowe, mogą być od razu pożytkowane przez bakterie nitryfikacyjne lub są uwalniane do otoczenia. Gdy procesy gnilne są w równowadze z procesami nitryfikacji układ znajduje się w równowadze ekologicznej. Zbyt dużo jonów amonowych w środowisku powoduje, że staje się ono nadmiernie zasadowe, co przyspiesza gnicie organizmów żywych, rozwój gnicia i dalszy wzrost zasadowości środowiska.

### Nitryfikacja
Pojawiający się w środowisku amoniak – czy to w wyniku procesów geologiczno-atmosferycznych, czy też w wyniku procesów gnilnych i dostarczany przez azobakterie jest przekształcany w jony azotanowe przez bakterie nitryfikacyjne. Proces ten polega w wielkim uproszczeniu na utlenianiu amoniaku do jonów azotynowych i dalej do azotanów.
1. NH3 + O2 → NO2− + 3H+ + 2e−
2. NO2− + H2O → NO3− + 2H+ + 2e−

### Denitryfikacja i procesanammox
Denitryfikacja jest procesem przekształcania nadmiaru azotanów pochodzących z procesu nitryfikacji do gazowego azotu. Jest ona realizowana przez liczne mikroorganizmy, żyjące głównie w wodzie, takie jak bakterie Pseudomonas fluorescens. Sumarycznie proces ten można opisać w następujący sposób:
2NO3− + 10e− + 12H+ → N2 + 6H2O
Analogicznym, niedawno odkrytym procesem jest anammox (ang. anaerobic ammonium oxidation), który prowadzi do bezpośredniego utleniania nadmiarowych ilości jonów amonowych do gazowego azotu. Proces Anammox również jest realizowany przez bakterie żyjące głównie w wodzie.
W skali globalnej oba te procesy prowadzą do ustalania się równowagi obiegu azotu w biosferze i warunkują też utrzymywanie składu atmosfery ziemskiej. Istnieją liczne dyskusje naukowe na temat tego, który z tych procesów jest dominujący.
Kolejnym przykładem chemodenitryfikacji, czyli redukcji jonów azotynowych i azotanowych bez udziału mikroorganizmów, jest fotodenitryfikacja. Zachodzi ona w wodzie w warunkach tlenowych pod wpływem promieniowania słonecznego, a jej produktem jest podtlenek azotu (N2O).

## Cykl azotowy w akwariach
Akwaria są rodzajem sztucznego ekosystemu, w którym nie sposób jest uniknąć obiegu azotu. Utrzymanie równowagi tego obiegu jest jednym z podstawowych warunków zachowania zdrowia hodowanych organizmów. Trudności wynikają głównie z faktu, że cykl azotowy w akwariach jest zawsze niepełny, gdyż akwaria są w zasadzie pozbawione organizmów zdolnych wchłaniać azot wprost z atmosfery, oraz bardzo często mają zbyt mało organizmów przekształcających jony amonowe w jony azotanowe.

### Opis poprawnie działającego cyklu

Cykl azotowy w akwarium: 1 – pokarm, 2 – wydalanie amoniaku, 3- bakterie Nitrosomonas, 4 – bakterie Nitrosospira, 5 – wymiana wody, 6 – światło, 7 – procesy gnilne, 8 – tlen, 9 – dwutlenek węgla

Źródłem azotu dla akwariów jest w zasadzie wyłącznie pokarm (1) dla ryb i innych zwierząt tworzących jego faunę. W ramach swojego metabolizmu ryby wydalają do wody amoniak, a dokładniej jony amonowe, które zwiększają pH wody (2). Drugim źródłem amoniaku są gnijące szczątki na ściankach i dnie akwarium (7).
Wydalane jony amonowe są przekształcane w jony azotynowe i azotanowe przez bakterie z rodzaju Nitrosomonas (3) i Nitrosospira (4). Azotany, a zwłaszcza azotyny są dla żyjących w akwarium organizmów jeszcze bardziej zabójcze od amoniaku. Za dopuszczalne stężenie azotynów przyjmuje się 0,5 mg/l, a azotanów 50 mg/l. Jony te są jednak łatwo absorbowane przez rośliny wodne, dla których stanowią rodzaj naturalnego nawozu. Oprócz tego rośliny absorbują dwutlenek węgla (9) i wydalają tlen (8) potrzebny do życia wszystkim organizmom, co jednak nie jest częścią cyklu azotowego.

### Problemy z utrzymaniem cyklu
Aby utrzymać równowagę obiegu azotu w akwarium konieczne jest dokładne ustalenie optymalnych proporcji roślin do zwierząt, oraz zaopatrzenie go w odpowiednią liczbę bakterii przekształcających amoniak w azotany.
Nowo uruchamiane akwarium nie posiada zwykle prawie w ogóle odpowiedniej flory bakteryjnej. W początkowym okresie nawet dobrze zrównoważonego akwarium zwykle wzrasta w nim stężenie amoniaku, które powoduje zahamowanie wzrostu roślin. Oprócz tego rośliny początkowo nie mają dobrych warunków do wzrostu na skutek braku azotanów. Wzrost stężenia amoniaku jest atrakcyjny tylko dla „dzikich” bakterii Nitrosomonas, które są obecne w kurzu, piasku itp. Praca tych bakterii powoduje gwałtowny wzrost stężenia azotynów, co z kolei powoduje gwałtowne namnażanie się bakterii Nitrosospira, skutkujące nadmiernym wzrostem azotanów, którego nie są w stanie skonsumować rośliny, które zwiędły w pierwszym etapie cyklu. Wymiana wody i zasadzenie nowych roślin w akwarium rozpoczyna cały proces od nowa, gdyż razem z wodą ponownie usuwa się większość bakterii azotowych.
Aby „skonstruować” poprawny cykl azotowy w akwarium stosuje się rozmaite sposoby:
- „dojrzewanie akwarium” – które polega na tym, że dodaje się do niego zwierzęta bardzo wolno i stopniowo; kilka małych rybek produkuje odpowiednio niskie stężenie amoniaku, aby było wystarczająco dużo czasu na ustalenie się równowagi cyklu azotowego; potem dodaje się kolejne ryby stopniowo tak aby tej równowagi nie zaburzyć – jest to proces czasochłonny i wymagający cierpliwości
- filtrowanie – stosowanie filtrów usuwających nadmiar amoniaku z wody do czasu ustalenia się równowagi cyklu
- dodawanie kolonii bakterii azotowych do wody i piasku – kolonie takie są dostępne w formie gotowych preparatów które należy dodać do wody, oraz dodatków do filtrów, celowo „zakażonych” odpowiednimi mieszankami tych bakterii; czasami dobre efekty daje też dodanie do nowego akwarium łyżki piasku pochodzącego z akwarium, w którym ustaliła się już równowaga azotowa – pod warunkiem jednak, że w akwarium, do którego dodajemy piasek mają być hodowane podobne gatunki ryb i roślin.